# قشعة البديوة (الملاح)

تعديل مصدري - تعديل

قشعة البديوة هي إحدى قرى عزلة الملاح بمديرية الملاح التابعة لمحافظة لحج، بلغ تعداد سكانها 47 نسمة حسب تعداد اليمن لعام 2004.